# Martin Klepke
Martin Klepke, född 24 augusti 1955, är en svensk journalist och politisk redaktör för veckotidningen Arbetet. Som journalist har han tidigare främst skrivit om arbetsmarknad och ekonomi och har arbetat på Expressen, Aftonbladet och Länstidningen Södertälje. Han medverkar regelbundet i Panelen i Sveriges Radios Godmorgon världen.
Martin Klepke gav 2003 ut boken I väntan på en lever på Norstedts förlag om sin egen väg från svårt leversjuk fram till transplantation. Boken uppmärksammades i debatten om organdonation och transplantation i början av 2000-talet. 
Inför valet 2014 gav Martin Klepke ut boken Ultimatum - argument för en ny politik. 
Hösten 2020 gav han ut boken Kanalerna i De Kooi, en skildring av de släktingar som organiserade motståndet mot nazisterna under andra världskriget i arbetarstadsdelen De Kooi i den nederländska staden Leiden. Han följer motståndet och släktens öden i koncentrationsläger och arbetsläger.  